# یسته

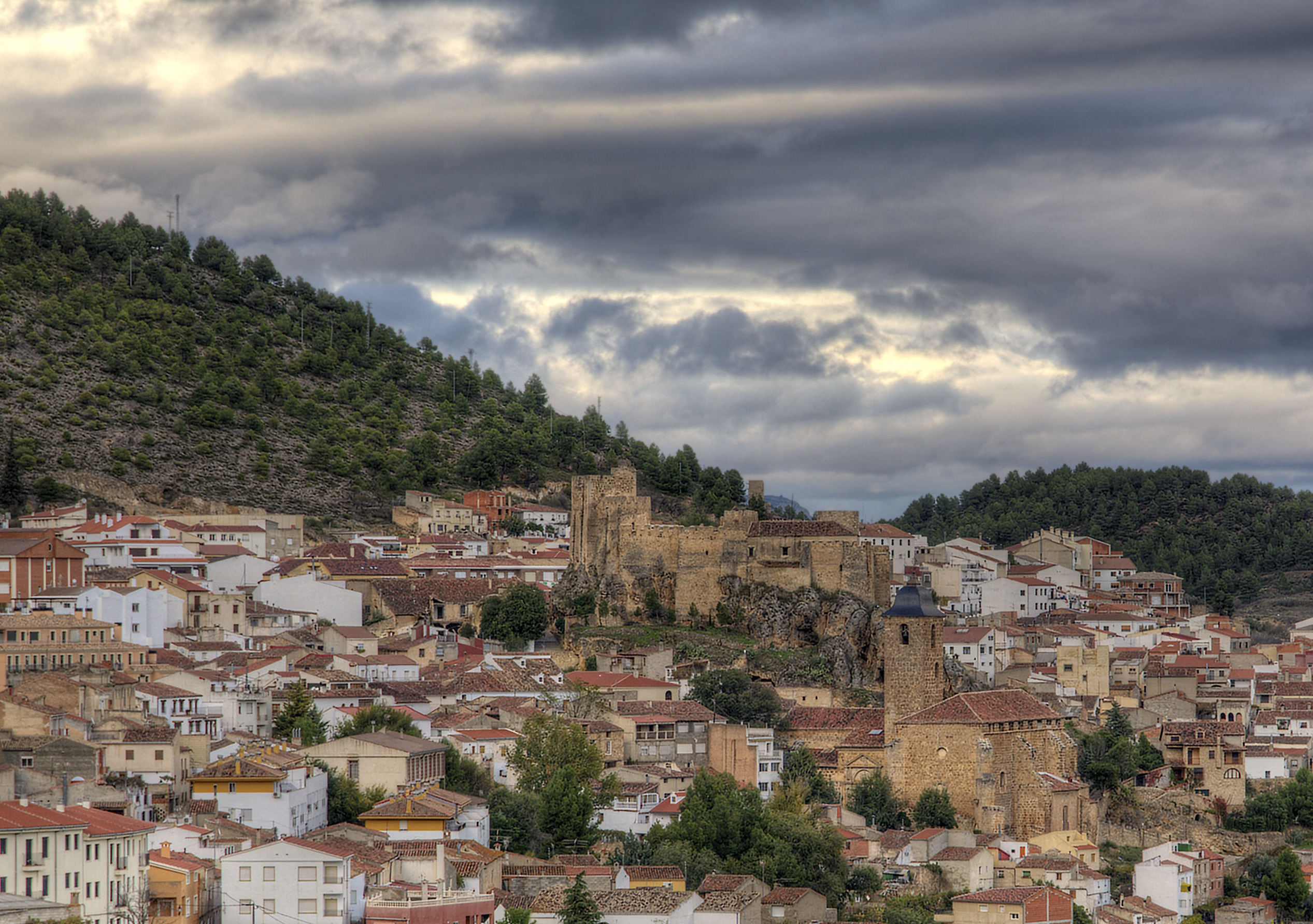
نمایی از یسته، دهستانی در استان آلباستهٔ اسپانیا - ۲۰۰۸

یسته دهستانی در استان آلباستهٔ اسپانیا است.
در این دهستان ۳۵۹۷ نفر زندگی می‌کنند. مساحت این دهستان ۵۱۰٫۷۹ کیلومتر مربع است.